# Eparquía de la Inmaculada Concepción en Prudentópolis
La eparquía de la Inmaculada Concepción en Prudentópolis de los ucranianos (en latín: Eparchia Immaculatae Conceptionis Prudentopolitanae Ucrainorum y en portugués: Eparquia Nossa Senhora da Imaculada Conceição em Prudentópolis) es una circunscripción eclesiástica greco-católica ucraniana de la Iglesia católica en Brasil, sufragánea de la archieparquía de San Juan Bautista en Curitiba. La eparquía tiene al obispo Meron Mazur, O.S.B.M. como su ordinario desde el 12 de mayo de 2014. 
En el Anuario Pontificio la Santa Sede usa el nombre Imaculada Conceição em Prudentópolis degli Ucraini y en el sitio web de la Iglesia greco-católica ucraniana el nombre utilizado es en ucraniano: Непорочного зачаття Діви Марії в Прудентополісі.

## Territorio y organización
La eparquía extiende su jurisdicción sobre los fieles católicos de rito bizantino greco-católico ucraniano residentes en los estados de: Mato Grosso del Sur, Mato Grosso, Rondonia, Acre, Amazonas, Roraima, Pará y Amapá, pero las 12 parroquias con sus 127 comunidades se encuentran en la parte occidental del estado de Paraná.
La sede de la eparquía se encuentra en la ciudad de Prudentópolis (barrio de Vila Iguaçu), en donde se halla la Catedral de Nuestra Señora de la Inmaculada Concepción.
En 2019 en la eparquía existían 12 parroquias:
Las parroquias de la eparquía son las siguientes:
- San Josafat de Prudentópolis, creada en 1904.
- Sagrado Corazón de Jesús de Ivaí, creada en 1911.
- Nuestra Señora de la Gloria de Pitanga, creada el 16 de agosto de 1952.
- Santísima Trinidad de Campo Mourão, creada el 14 de marzo de 1959.
- Nuestra Señora del Perpetuo Socorro de Pato Branco, creada el 12 de septiembre de 1970.
- San Nicolás de Roncador, creada el 5 de diciembre de 1976.
- Nuestra Señora del Perpetuo Socorro de Cascavel, 1 de octubre de 1981.
- San José de Cantagalo, creada el 5 de noviembre de 1989.
- Inmaculado Corazón de María de Irati, creada en 1991.
- Divino Espíritu Santo de Apucarana, creada el 19 de mayo de 1991.[4]
- Asunción de Nuestra Señora de Guarapuava, creada el 15 de agosto de 1994.
- Catedral Nuestra Señora de la Inmaculada Concepción de Prudentópolis, la iglesia fue construida entre 1995 y 1999 y la parroquia fue creada con la eparquía.

## Historia
Las primeras familias de inmigrantes ucranianos llegaron a Prudentópolis en 1891, provenientes de Galitzia. Una segunda ola inmigratoria ocurrió en 1908 y la tercera en el período de 1914 a 1945. El municipio de Prudentópolis tiene un 70% de su población compuesta por descendientes de ucranianos. El primer sacerdote greco-católico ucraniano, el basiliano Silvestre Kizema, llegó a Prudentópolis el 6 de julio de 1897 y la primera capilla fue construida al año siguiente. Los fieles greco-católicos ucranianos de Brasil dependieron de las diócesis latinas hasta la creación del ordinariato para los fieles de rito oriental en Brasil el 14 de noviembre de 1951, pasando a tener un vicario general en 1953 designado por el ordinario. El 10 de mayo de 1958 el papa Pío XII nombró a José Romão Martenetz como obispo auxiliar para los ucranianos en la diócesis de Curitiba. El 30 de mayo de 1962 lo designó primer exarca del exarcado apostólico greco-católico ucraniano de Brasil por medio de la bula Qui Divini Consilio. El 29 de noviembre de 1971 el papa Pablo VI, mediante la bula Eius Vicarius erigió la eparquía de San Juan Bautista para los ucranianos católicos en Brasil con sede en Curitiba.
Luego de la resolución del Sínodo de la Iglesia greco-católica ucraniana de solicitar el cambio de estructura de su diócesis en Brasil, la Congregación para las Iglesias Orientales decidió crear una provincia o metropolia. La eparquía fue erigida el 12 de mayo de 2014 mediante la bula Quo aptius del papa Francisco, separando territorio da la eparquía de San Juan Bautista de Curitiba, elevada a su vez al rango de archieparquía metropolitana.

Nos igitur in Apostolorum Principis cathedra constituti, audito consilio Venerabilis Fratris Nostri S.R.E. Cardinalis Praefecti Congregationis pro Ecclesiis Orientalibus, re mature perpensa, summa Apostolica auctoritate condimus Eparchiam Immaculatae Conceptionis Prudentopolitanae Ucrainorum cunctis cum iuribus et obligationibus talium Ecclesiarum propriis; cuius Sedem eparchialem in urbe Prudentopoli ponimus in templo Communitatis loci Vila Iguaçu eamque suffraganeam facimus Sedi Metropolitanae Sancti Ioannis Baptistae Curitibensi Ucrainorum.

Las ceremonias de entronización o toma de posesión del archieparca y del eparca tuvieron lugar los días 13 y 15 de julio de 2014, siendo oficiadas por Sviatoslav Shevchuk, primado de la Iglesia greco-católica ucraniana.

## Estadísticas
De acuerdo al Anuario Pontificio 2020 la eparquía tenía a fines de 2019 un total de 88 300 fieles bautizados.
| Año                                                                             | Población            | Población | Población      | Sacerdotes | Sacerdotes    | Sacerdotes    | Bautizados por sacerdote | Diáconos permanentes | Religiosos | Religiosos | Parroquias |
| Año                                                                             | Bautizados católicos | Total     | % de católicos | Total      | Clero secular | Clero regular | Bautizados por sacerdote | Diáconos permanentes | Varones    | Mujeres    | Parroquias |
| ------------------------------------------------------------------------------- | -------------------- | --------- | -------------- | ---------- | ------------- | ------------- | ------------------------ | -------------------- | ---------- | ---------- | ---------- |
| 2015                                                                            | 85 700               | ?         | ?              | 33         | 38            | 5             | 2255                     |                      | 33         | 198        | 124        |
| 2016                                                                            | 86 400               | ?         | ?              | 33         | 38            | 5             | 2273                     |                      | 33         | 198        | 124        |
| 2019                                                                            | 88 300               | ?         | ?              | 36         | 42            | 6             | 2102                     |                      | 41         | 151        | 12         |
| Fuente: Catholic-Hierarchy, que a su vez toma los datos del Anuario Pontificio. |                      |           |                |            |               |               |                          |                      |            |            |            |

## Episcopologio

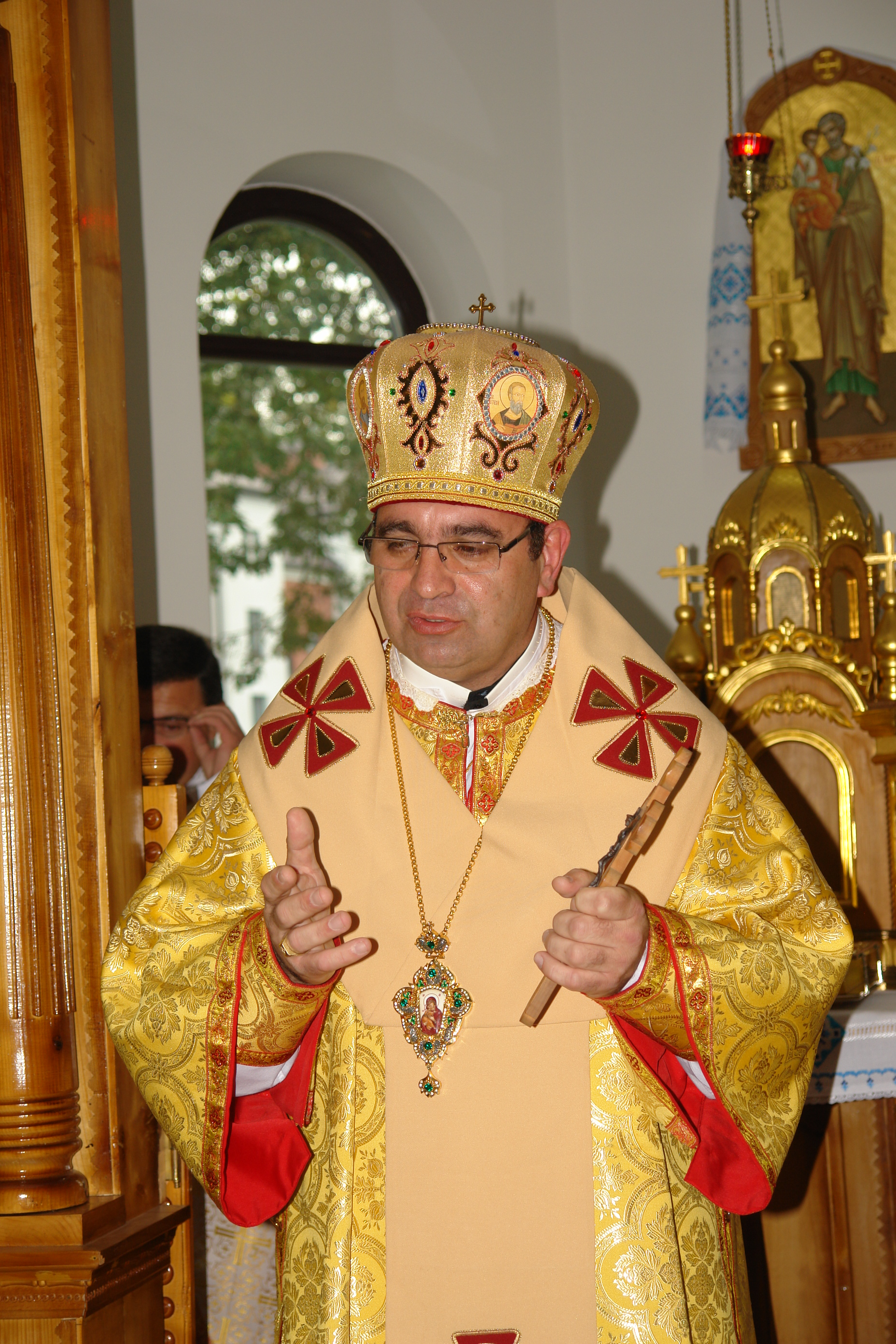
El primer eparca, Meron Mazur

- Meron Mazur, O.S.B.M., desde el 12 de mayo de 2014